# Tony Roberts
Pour les articles homonymes, voir Roberts.
David Anthony Roberts, dit Tony Roberts, né le 22 octobre 1939 à Manhattan où il meurt le 7 février 2025, est un acteur américain.

## Biographie

### Carrière
Tony Roberts est connu pour avoir joué dans plusieurs films de Woody Allen, la plupart du temps en tant que meilleur ami du personnage qu'Allen interprétait.
Il est également apparu dans Serpico, aux côtés d'Al Pacino, dans lequel il jouait le seul vrai soutien de Frank Serpico dans son combat contre la corruption dans la police new-yorkaise.

### Vie privée
Tony Roberts a été marié à Jennifer Lyons de 1969 à 1975, avec qui il a un enfant.

### Mort
Tony Roberts meurt le 7 février 2025 d'un cancer du poumon à l'âge de 85 ans.

## Filmographie sélective

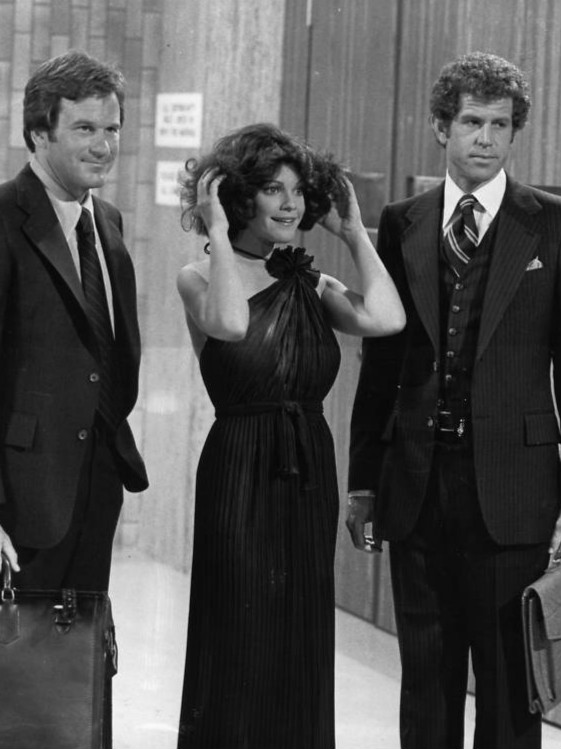
Tony Roberts (à droite), Julie Cobb et Squire Fridell à la première de Rosetti and Ryan en 1977.

- 1972 : Tombe les filles et tais-toi
- 1973 : Serpico
- 1974 : Les Pirates du métro
- 1975 : Le Sauvage
- 1977 : Annie Hall
- 1980 : Stardust Memories
- 1982 : Comédie érotique d'une nuit d'été
- 1983 : Amityville 3D : Le Démon
- 1986 : Hannah et ses sœurs
- 1987 : Radio Days
- 1991 : Dans la peau d'une blonde
- 2006 : 12 and Holding
- 2014 : Une semaine ordinaire (The Longest Week)
- 2017 : Dirty Dancing (téléfilm)

## Voix françaises
| - Sady Rebbot (*1935 - 1994) dans : - Serpico - Annie Hall - Stardust Memories - Comédie érotique d'une nuit d'été - Radio Days | et aussi - Jacques Ferrière (*1932 - 2005) dans Tombe les filles et tais-toi - Jean-Claude Balard (*1935 - 2022) dans Les Pirates du métro - Jean Lagache (*1931 - 2018) dans Amityville 3D : Le Démon - Jacques Richard (*1931 - 2002) dans Hannah et ses sœurs - Jean-Louis Maury dans Dans la peau d'une blonde - Philippe Ariotti dans Dirty Dancing (téléfilm) |